# 蒂埃萊 (馬里)
蒂埃萊（法語：Tiélé），是馬里的城鎮，位於該國西南部，由庫利科羅區的卡蒂省負責管轄，面積586平方公里，海拔高度349米，2009年人口18,696，人口密度每平方公里32人。